# گیتار هیرو ۳: اسطوره راک
گیتار هیرو ۳: اسطوره راک (انگلیسی: Guitar Hero III: Legends of Rock) یک بازی ویدئویی در سبک ریتم موزیک است که توسط نِوِرسافت توسعه یافته و به‌وسیلهٔ اکتیویژن و در سال ۱۱ و در پلت‌فرم‌های وی، ایکس‌باکس ۳۶۰، پلی‌استیشن ۲، پلی‌استیشن ۳، مایکروسافت ویندوز، و مک‌اواس منتشر شده‌است. این سومین قسمت اصلی در مجموعه بازی‌های گیتار هیرو به‌شمار می‌رود.